# Scara lui Schild (roman)
Scara lui Schild (2002) (titlu original Schild's Ladder) este un roman hard science fiction al scriitorului australian Greg Egan. Numele cărții provine de la scara lui Schild, o construcție din geometria diferențială definită de matematicianul și fizicianul Alfred Schild.

## Intriga
Douăzeci de mii de ani în viitor, Cass o fiziciană de pe Pământ, călătorește pe stația orbitală Mimosa unde face o serie de experimente pentru a testa limitele regulilor Sarumpaet, un set de ecuații fundamentale din Teoria Grafului Cuantic. Însă aceste experimente dau naștere unei sfere care conține ceva mult mai stabil decât vidul, care se extinde cu jumătate din viteza luminii, conform unor legi generale situate dincolo de regulile Sarumpaet. Populația locală este obligată să fugă spre sisteme solare îndepărtate pentru a scăpa marginii în continuă expansiune a sferei, dar deoarece înaintarea acesteia nu se oprește, este doar o problemă de timp până când va cuprinde tot universul cunoscut.
În timp ce sfera înghite stea după stea, iau naștere două facțiuni: una care dorește să păstreze Calea Lactee cu orice preț și una care consideră sfera prea importantă pentru a fi distrusă.
La șase sute de ani de la experimentul inițial, la bordul navei Rindler, o serie de refugiați testează sfera pentru a înțelege fizica pe baza căreia funcționează. Ea se dovedește a fi mai complicată decât credea oricine, iar subiectele obișnuite ale lui Egan despre simulare și metafizică cuantică sunt duse la extrem; aflăm astfel că un univers ordonat există într-o zonă de haos, ca rezultat direct al structurii grafului cuantic, în care particulele elementare, interacțiunile fundamentale și spațiu-timp-ul sunt cazuri particulare.

## Vezi și
- 2002 în științifico-fantastic